# Radenice
Radenice (in tedesco Radenitz) è un comune ceco situato nel distretto di Žďár nad Sázavou, nella regione di Vysočina.